# Phare de Mucuripe (2017)
Le nouveau phare de Mucuripe (en portugais : Farol do Mucuripe) est un phare situé dans le quartier Santa Teresinha, altitude 64 m, de Mucuripe à Fortaleza, la capitale de l'État de Ceará - (Brésil).
Ce phare est la propriété de la Marine brésilienne et il est géré par le Centro de Sinalização Náutica e Reparos Almirante Moraes Rego (CAMR) au sein de la Direction de l'Hydrographie et de la Navigation (DHN).

## Historique
Mis en service le 18 septembre 2017 il remplace le second phare de 1958 qui avait pris le relais du vieux phare de 1846. Le vieux phare devint un musée du phare (pt) dont le bâtiment fut classé par l'Institut national du patrimoine artistique et historique (IPHAN).
Le troisième phare devient le plus haut phare du continent américain. C'est une tour cylindrique en béton de 71,1 m peinte en blanc avec quatre larges bandes horizontales noires. A une hauteur focale de 134,1 m il émet un éclat blanc toutes les 10 secondes. Sa portée maximale est de 80 km la nuit, et 54 km le jour. Il possède un ascenseur intérieur. Colline 63 m
Identifiant : ARLHS : BRA... ; BR0... - Amirauté : G0... - NGA : ...
- Numéro de commande : 936 Numéro international : G0122
- Carte marine : 701 Classement : G
- Altitude : 134.10 m, Latitude : 03 43.57 S
- Hauteur : 71,10 m, Longitude : 038 28,32 O
- Caractéristique : Flash (2)B Portée lumineuse : 43
- Période : 10 secondes Portée géographique : 24
- Phase détaillée : B.0.6-Ecl.2.0 B.0.6-Ecl.6.8
- Intensité : 1446956
- Description : Tour cylindrique en maçonnerie, avec bandes horizontales noires et blanches.

|                        |
| Le vieux phare de 1846 |